# Parque nacional Domogled-Valea Cernei
El Parque nacional Domogled-Valea Cernei (en rumano: Parcul Naţional Domogled-Valea Cernei) es un área protegida (parque nacional de la categoría II de la UICN), situado en Rumania, en el territorio administrativo de los condados de Caras-Severin, Gorj y Mehedinţi.
El parque nacional se extiende por sobre las montañas cerna y las montañas de Godeanu en el lado derecho, y sobre las montañas Valcan y Medinţi en el lado izquierdo (en el grupo de montañas Retezat-Godeanu, un subgrupo de las montañas en los Cárpatos Meridionales), en la cuenca del río Cerna.
Domogled-Valea Cernei cuenta con una superficie de 61.211 hectáreas, fue declarada área protegida por la Ley Número 5 del 6 de marzo de 2000 (publicada en el Libro oficial rumano Número 152 del 12 de abril de 2000).